# De Calypso
De Calypso, chiamato anche Calypso Rotterdam o semplicemente Calypso, è un complesso di edifici composto da cinque strutture di cui quattro palazzine una di colore rosso e le altre tre grigio-bianche e una chiesa dalla struttura cubica-triangolare.

## Descrizione

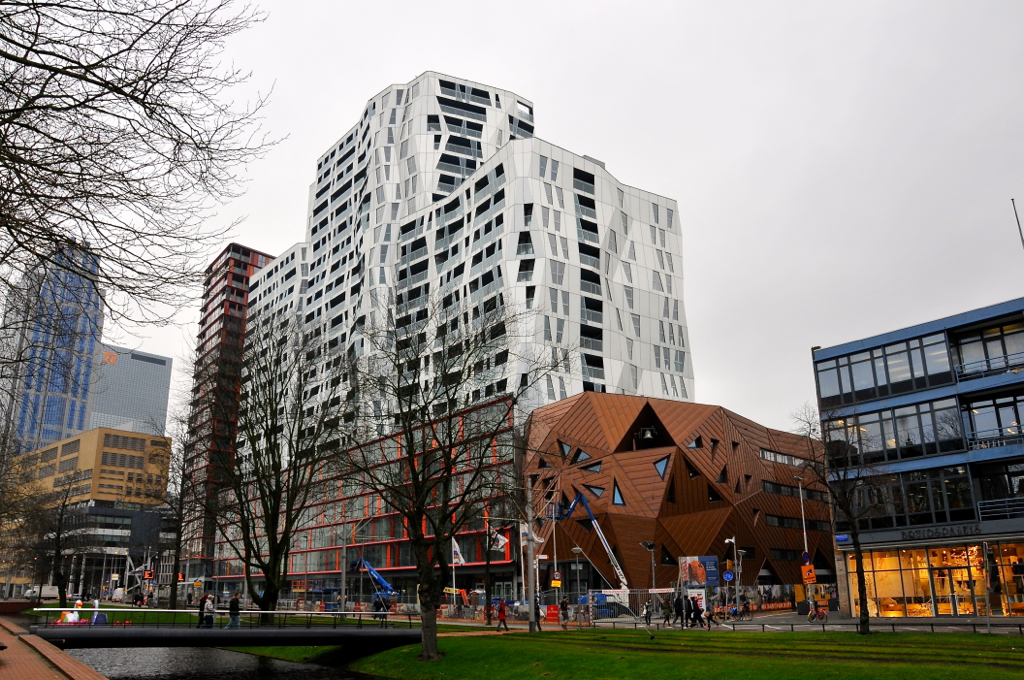
Vista del complesso; notare in basso a destra l'edificio dalla forma cubica triangolare, che svolge la funzione di chiesa

Edificio, localizzato a Rotterdam nell'Olanda meridionale, è stato disegnato dall'architetto Will Alsop per il suo studio di architettura Alsop Architects. Edificio è stato progettato dall'architetto tra il 2000 e il 2001. Il complesso ospita 407 appartamenti, 500 posti auto e vari uffici. Il complesso sorge in un'area metropolitana riqualificata tra il centro e la stazione della città olandese, che in passato era stata soggetta a dei bombardamenti durante la seconda guerra mondiale e che in seguito era in una situazione di degrado urbano, con presenza di tossicodipendenti e senzatetto.